# Risorgimento Liberale
Risorgimento Liberale fu un quotidiano politico italiano, organo del Partito Liberale. Fondato a Roma nell'agosto 1943 (all'indomani della caduta del fascismo), uscì fino all'ottobre 1948.

## Storia

### Fondazione
Nell'inverno 1942-43 gli antifascisti liberali romani cominciarono ad organizzarsi. Dopo la caduta del regime fascista, avvenuta il 25 luglio 1943, si decise di fondare un organo di stampa, su proposta di Nicolò Carandini e Leone Cattani.
Cattani stesso si occupò dell'organizzazione e della stampa (fu acquisita una tipografia situata dietro Palazzo Braschi). I principali finanziatori furono due principi del foro: Francesco Libonati ed Enzo Storoni, entrambi romani.
Il numero 1 uscì il 18 agosto 1943 diretto da Leone Cattani; il n. 2 il 6 settembre. Dopo l'8 settembre, e l'occupazione nazista di Roma, il quotidiano entrò in clandestinità. Come logica conseguenza, le uscite divennero irregolari. Nel resto del 1943 il quotidiano fu stampato il 1º ottobre, il 29 ottobre e il 23 novembre. Nel 1944 fu stampato il 5 gennaio (recando da allora la sottotestata «Organo del partito liberale italiano»), il 15 marzo, il 15 aprile e il 5 maggio.

### La direzione Pannunzio

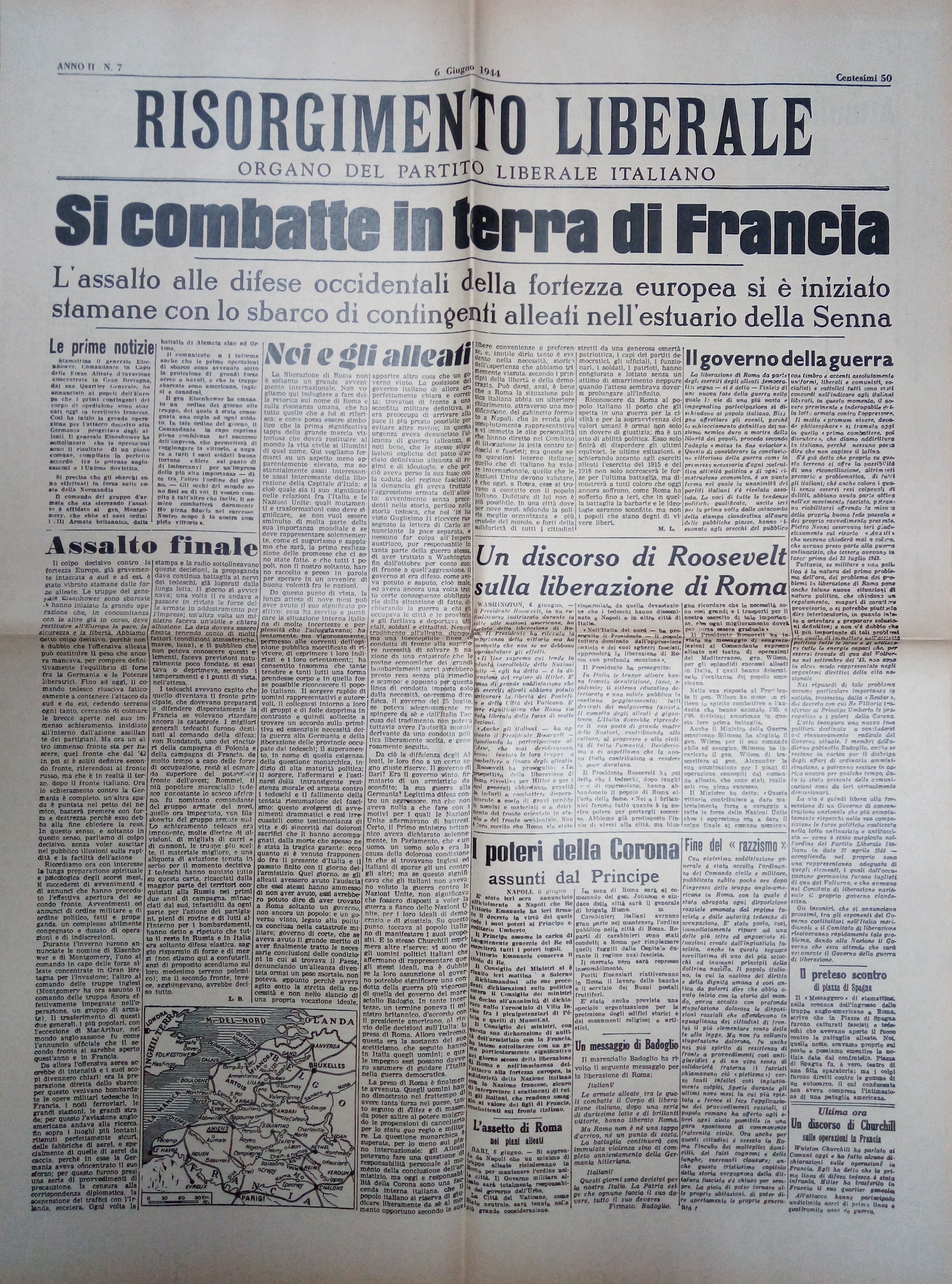
Prima pagina del quotidiano il 6 giugno 1944.

Dopo la liberazione di Roma (4 giugno 1944) Risorgimento liberale tornò ad avere regolari uscite quotidiane. Fu nominato direttore Mario Pannunzio, mentre come redattore capo fu scelto Michele Mottola, ex del Corriere della Sera. Il giornale era composto da due pagine di testo (un “foglio” in senso tecnico); la foliazione rimase ridotta fino a tutto il 1945. Tra le prime decisioni prese da Pannunzio vi fu quella relativa alla formula giornalistica. Tra quotidiano “d'opinione” e quotidiano “d'informazione”, fu scelto il secondo modello. Mario Pannunzio volle un giornale in grado di fare concorrenza alla stampa indipendente, uno strumento d'informazione aperto a tutti i lettori: duttile e con un punto di vista marcatamente liberale. A livello di organizzazione interna, Pannunzio decise di avvalersi di pochi redattori fissi e di attorniarsi di numerose collaborazioni di qualità. Il quotidiano si collocò in breve tempo tra i prodotti più raffinati della stampa periodica romana. Pannunzio realizzò una vasta aggregazione di intellettuali, attorniandosi di uno stuolo di collaboratori di prim'ordine. Collaborarono a Risorgimento personaggi come Benedetto Croce e Giulio Einaudi. Anche il giovane Guido Carli vi scrisse degli articoli.
A partire dal 1946 divenne regolare la foliazione a quattro pagine. L'impaginazione fu riorganizzata: la prima pagina, oltre all'articolo di fondo (su notizie di politica interna o internazionale), conteneva due articoli di taglio medio, uno di spalla (per l'approfondimento) e uno di taglio basso (di volta in volta, una rubrica, un pezzo di costume o di cronaca). La seconda pagina conteneva la cronaca di Roma e gli Spettacoli; la quarta gli avvenimenti sportivi e le ultime notizie. Anche il quotidiano di Pannunzio poté varare una propria terza pagina con l'elzeviro, il saggio letterario (o il reportage) e le lunghe recensioni. Pannunzio affidò a Giovanni Battista Angioletti la cura della terza pagina. In dicembre sparì la dicitura Organo del Partito Liberale Italiano. Successivamente comparve il sottotitolo Liberale e la specificazione Quotidiano del mattino.
Per quanto riguarda la critica, apparvero le firme di Ennio Flaiano (che agli inizi fu capo cronista) per il teatro, Gino Visentini e Attilio Riccio per il cinema, Giorgio Vigolo per la musica.
Tra le rubriche, quella che ebbe maggiore fortuna fu Lettere scarlatte. L'articolo non era il solito pezzo di un opinionista o di un esperto, ma si presentava come lettera al direttore su un problema di attualità politica. Caratteristica della rubrica era quindi l'effetto-verità che veniva a creare. La prima “lettera scarlatta” apparve il 2 luglio 1944. L'idea ebbe un immediato successo e contribuì a costruire la fama del quotidiano. Le lettere scarlatte furono scritte da giornalisti diversi. Si annoverano Manlio Lupinacci (“Ricimero”), Vittorio Gorresio, Luigi Barzini, ma anche Benedetto Croce e Luigi Einaudi, poi Paolo Monelli, Enrico Falqui, Leone Cattani e altri.

### Dopo Pannunzio
«Con la chiusura del congresso del PLI lascio la direzione del Risorgimento liberale. Ringrazio cordialmente tutti i compagni di redazione e quanti hanno fraternamente collaborato con me in questi anni». (Mario Pannunzio)

«Tuoi collaboratori in questo giornale fin dal 1943, ti comunichiamo che anche noi cessiamo la nostra collaborazione a Risorgimento liberale». (Carlo Antoni, Nicolò Carandini, Leone Cattani, Mario Ferrara, Panfilo Gentile, Franco Libonati, Enzo Storoni)
Nell'autunno del 1947 si verificò una scissione interna al PLI: alcuni esponenti della “sinistra”, in disaccordo con il segretario, abbandonarono il partito. Mario Pannunzio lasciò in quell'occasione la direzione.
Dopo l'abbandono di Pannunzio (avvenuto nel novembre 1947), seguirono numerosi avvicendamenti, sia alla redazione, sia tra i collaboratori del giornale.

La nuova direzione, assunta da Manlio Lupinacci e Vittorio Zincone, si prefisse il compito di mantenere l'elevata qualità di stile raggiunta dalla precedente.
Molti intellettuali cessarono la loro collaborazione, ma Croce ed Einaudi assicurarono il loro apporto. Vi furono anche dei nuovi arrivi. Su tutti, Armando Zanetti e Alberto Giovannini (quest'ultimo era reduce del PLI pre-fascista). Entrambi firmarono numerosi articoli di fondo. Anche nella terza pagina vi furono novità di rilievo: iniziarono la propria collaborazione Adriano Grande, Carlo Emilio Gadda, Carlo Cassola, Carlo Mazzarella e Carlo Laurenzi.
Il 1948 fu un anno negativo per il PLI: presentatosi alle elezioni politiche del 1948 alleato del Fronte dell'Uomo Qualunque di Guglielmo Giannini nel Blocco Nazionale, non fu premiato dagli elettori. Risorgimento liberale pagò il netto ridimensionamento del partito: il quotidiano fu chiuso nell'ottobre dello stesso anno.
| Anno | Mese      | Vendita media |  | Anno | Mese      | Vendita media |  |
| 1944 | Giugno    | 37 860        |  | 1945 | Gennaio   | 37 597        |  |
| 1944 | Luglio    | 34 366        |  | 1945 | Febbraio  | 32 298        |  |
| 1944 | Agosto    | 38 104        |  | 1945 | Marzo     | 32 328        |  |
| 1944 | Settembre | 36 903        |  | 1945 | Aprile    | 39 767        |  |
| 1944 | Ottobre   | 35 041        |  | 1945 | Maggio    | 39 467        |  |
| 1944 | Novembre  | 32 397        |  | 1945 | Giugno    | 29 540        |  |
| 1944 | Dicembre  | 28 380        |  | 1945 | Luglio    | 20 739        |  |
|      |           |               |  | 1945 | Agosto    | 14 456        |  |
|      |           |               |  | 1945 | Settembre | 13 517        |  |
|      |           |               |  |      |           |               |  |

## La casa editrice
Inizialmente il giornale non era di proprietà del partito. Visti i tempi, fu deciso di separare l'attività editoriale da quella del PLI costituendo una società a responsabilità limitata con capitali privati. Fu fondata la “Edizioni Risorgimento Liberale”, con capitale nominale di 140.000 lire, alla quale fu assegnato l'oggetto della «compilazione, stampa e diffusione del giornale Risorgimento Liberale»; il legale rappresentante fu Mario Ferrara.
Per i primi due anni di vita il bilancio del giornale fu chiuso in attivo. Il quotidiano si mantenne stabilmente oltre le 30 000 copie giornaliere, primo tra i giornali di partito.
Nel 1946 si ebbe un improvviso aumento del costo della carta; il bilancio del quotidiano chiuse per la prima volta in rosso. Inoltre, diminuì per la prima volta l'attesa di notizie da parte del pubblico, dopo due anni di fermento. Tutti i quotidiani romani conobbero una flessione delle vendite, con punte di oltre il 50%. Risorgimento Liberale scese per la prima volta sotto le 20 000 copie.

## Direttori
- Leone Cattani (18 agosto 1943 - 22 giugno 1944)
- Mario Pannunzio (23 giugno 1944 – 5 dicembre 1947)
  - Ferruccio Disnan, redattore responsabile (maggio-novembre 1946)
- Ferruccio Disnan, redattore responsabile (6 dicembre 1947 - giugno 1948)
- Manlio Lupinacci e Vittorio Zincone (giugno 1948 – ottobre 1948)

## Collaboratori
Risorgimento liberale fu per molti un trampolino di lancio verso la grande stampa. Dal quotidiano romano passarono al Corriere della Sera: Gino Visentini, Ennio Flaiano, Alfio Russo (che diventò direttore in via Solferino), Gian Gaspare Napolitano, Panfilo Gentile e Manlio Lupinacci.

Un altro giornalista che fece carriera fu Vittorio Zincone, che divenne direttore de Il Resto del Carlino e poi vicedirettore de Il Tempo.
Una schiera di talenti, Luigi Barzini junior, Arrigo Benedetti, Vitaliano Brancati, Manlio Cancogni, Guido Carli (futuro direttore generale della Banca d'Italia), Leone Cattani, Giovanni Comisso, Mario Ferrara, Ennio Flaiano, Vittorio Gorresio, Attilio Riccio e Enzo Storoni ed altri, lasciarono Risorgimento liberale per andare a costituire la prima redazione del nuovo giornale di Pannunzio, Il Mondo.